# Hadria maldonadoi
Hadria maldonadoi är en insektsart som beskrevs av Young 1977. Hadria maldonadoi ingår i släktet Hadria och familjen dvärgstritar. Inga underarter finns listade i Catalogue of Life.